# Gentiana subuliformis
Gentiana subuliformis là một loài thực vật có hoa trong họ Long đởm. Loài này được S.W.Liu mô tả khoa học đầu tiên năm 1993.